# Kaiabi
De Kaiabi (ook wel Kayabi, Kajabi, Kayaby, Caiabi, Cajabi, Kawaiwete) zijn leden van een Indiaanse stam die wonen in het Parque Indígena do Xingu in Mato Grosso, Brazilië.

## Geschiedenis
De eerste rechtstreekse vermelding van de Kaiabi in een schriftelijk document dat verscheen in 1850, met de publicatie van de verslagen van de Franse ontdekkingsreiziger Francis de Castelnau. In 1844 was Castelnau in Diamantino in de staat Mato Grosso, waar hij Apiaká-indianen interviewde en avonturiers die door het gebied tussen de Arinos en Teles Pires rivieren hadden gereisd en spraken van een 'vijandige stam', in zijn tekst genoemd als Cajahis. Na deze datum verwezen er nog verschillende andere documenten naar de Kaiabi, met verschillende naamspellingen.
De meerderheid van de Kaiabi leven nu in het Parque Indígena do Xingu. Dit is echter niet hun traditionele land. Tot rond de jaren 1940 bezetten zij een uitgebreide landstreek tussen de rivieren Arinos en Tatuy (de Kaiabi-naam voor Rio dos Peixes) en Teles Pires of São Manuel, gelegen ten westen van de rivier Xingu.
Tot aan de eerste decennia van de 20e eeuw werden de Kaiabi beschouwd als 'wild en ontembaar' doordat ze zich krachtig verzetten tegen de bezetting van hun land door rubberplantages die oprukten langs de Arinos, Paranatinga en Verde rivieren tijdens het laatste decennium van de 19e eeuw. Er vonden veel conflicten plaats met rubbertappers, reizigers en functionarissen van de Serviço de Proteção aos Índios (SPI) in de eerste helft van de 20e eeuw. Het gebied van de Kaiabi werd echter geleidelijk bezet en de Indianen zagen zich genoodzaakt te gaan werken voor de rubberbedrijven. Later volgde het kappen van de bomen en de implantatie van boerderijen. Vanaf de jaren 1950 werd een groot deel van de regio opgedeeld in percelen en toegeëigend door de deelstaatregering van Mato Grosso in het kader van de verdere kolonisatie. Einde jaren 1940 kwam de Roncador-Xingu-expeditie onder leiding van de gebroeders Villas-Bôas aan in de regio Teles Pires. Omdat hun situatie in het gebied onhoudbaar was namen ze het voorstel aan om te verhuizen naar het inheems gebied Parque Indígena do Xingu. De Kaiabi verplaatsten zich geleidelijk naar de Xinguregio. In 1966 werden de laatste die nog steeds in de regio Tatuy verbleven met een vliegtuig naar het park vervoerd (toen bekend als de 'Kayabi Operation').
De verhuizing liet diepe sporen na en verdeelde de Kaiabi die vandaag nog steeds spijt hebben dat ze hun traditionele gronden verlieten. Het kleine deel van de bevolking dat weigerde te verhuizen, blijft tot nu toe in een klein gebied dat het deelt met een aantal overlevenden van de Apiaká, gelegen op de Tatuy (Inheems gebied Apiaká-Kayabi). Nog een klein deel van de Kaiabi woont tegenwoordig in het benedengebied van Teles Pires, een inheems gebied gelegen ten noorden van de staat Pará waar ze na de bezetting van hun land naartoe werden verdreven.

## Cultuur
Vóór de verhuis naar het park woonden de Kaiabi in grote huizen waar alle leden van een uitgebreide familie samenwoonden. Deze huizen waren ongeveer 12 meter breed en 24 meter lang met stro bedekt tot op de grond. Eenmaal in het park begonnen de Kaiabi kleinere huizen te bouwen, ongeveer de helft van een traditioneel huis.
De Kaiabi hebben een uitgebreide en zeer gevarieerde materiële cultuur. De items die hen het meest onderscheiden van de andere stammen zijn hun zeven, apás (een soort zeef) en manden (geweven door mannen), versierd met een grote verscheidenheid van complexe grafische ontwerpen die figuren uit rijke kosmologie en mythologie van de groep voorstellen. Het meest uitgebreide ambachtelijk werk worden gemaakt door vrouwen van geweven katoen en gebruikt om hangmatten en slingers maken. Tegenwoordig zijn de meest geproduceerde voorwerpen halsbanden gemaakt van de Tucum palmboom, glad ofwel versierd met zoömorfische figuren, ook gemaakt door vrouwen.

## Voeding
De Kaiabi verbouwen maniok, maïs, katoen, pinda, aardappels, yam, bananen, bonen, suikerriet, pompoenen en watermeloenen. 
Net als hun landbouw heeft ook de Kaiabische keuken een zeer grote verscheidenheid. Het hoofdvoedsel van maniokmeel en vis wordt aangevuld met cassavebrood plus diverse drankjes en pappen op basis van maniok, maïs, pinda's, banaan, wilde vruchten, enz. De toegenomen schaarste van bepaalde diersoorten in het gebied heeft ertoe bijgedragen dat de visserij de belangrijkste bron van dierlijke eiwitten van de groep is geworden.